# 尤宁县 (北卡罗来纳州)
尤寧縣（英語：Union County）是美國北卡羅萊納州南部的一個縣，南界南卡羅萊納州。面積1,657平方公里。根據美國2000年人口普查，共有人口123,677人。縣治門羅（Monroe）。
成立於1842年。縣名是妥協的結果：當時的民主黨支持者主張以安德魯·傑克遜為名，輝格黨支持者主張以亨利·克萊命名。